# Saint-Avit-de-Vialard
Saint-Avit-de-Vialard (okzitanisch Sench Avit de Vialars) ist eine aus einem Hauptort und mehreren Weilern (hameaux) und Einzelgehöften bestehende südfranzösische Gemeinde mit 151 Einwohnern (Stand: 1. Januar 2022) im Südosten des Départements Dordogne in der Region Nouvelle-Aquitaine in der alten Kulturlandschaft des Périgord. Die Gemeinde gehört zum Arrondissement Sarlat-la-Canéda und zum Vallée de l’Homme.

## Lage
Saint-Avit-de-Vialard liegt etwa 38 Kilometer ostnordöstlich von Bergerac. Umgeben wird Saint-Avit-de-Vialard von den Nachbargemeinden Val de Louyre et Caudeau im Norden und Westen, Journiac im Norden und Osten, Le Bugue im Osten und Südosten sowie Paunat im Süden und Südwesten.

## Bevölkerungsentwicklung
| Jahr                      | 1962 | 1968 | 1975 | 1982 | 1990 | 1999 | 2006 | 2013 |
| ------------------------- | ---- | ---- | ---- | ---- | ---- | ---- | ---- | ---- |
| Einwohner                 | 123  | 107  | 90   | 100  | 113  | 118  | 132  | 169  |
| Quelle: Cassini und INSEE |      |      |      |      |      |      |      |      |

## Sehenswürdigkeiten

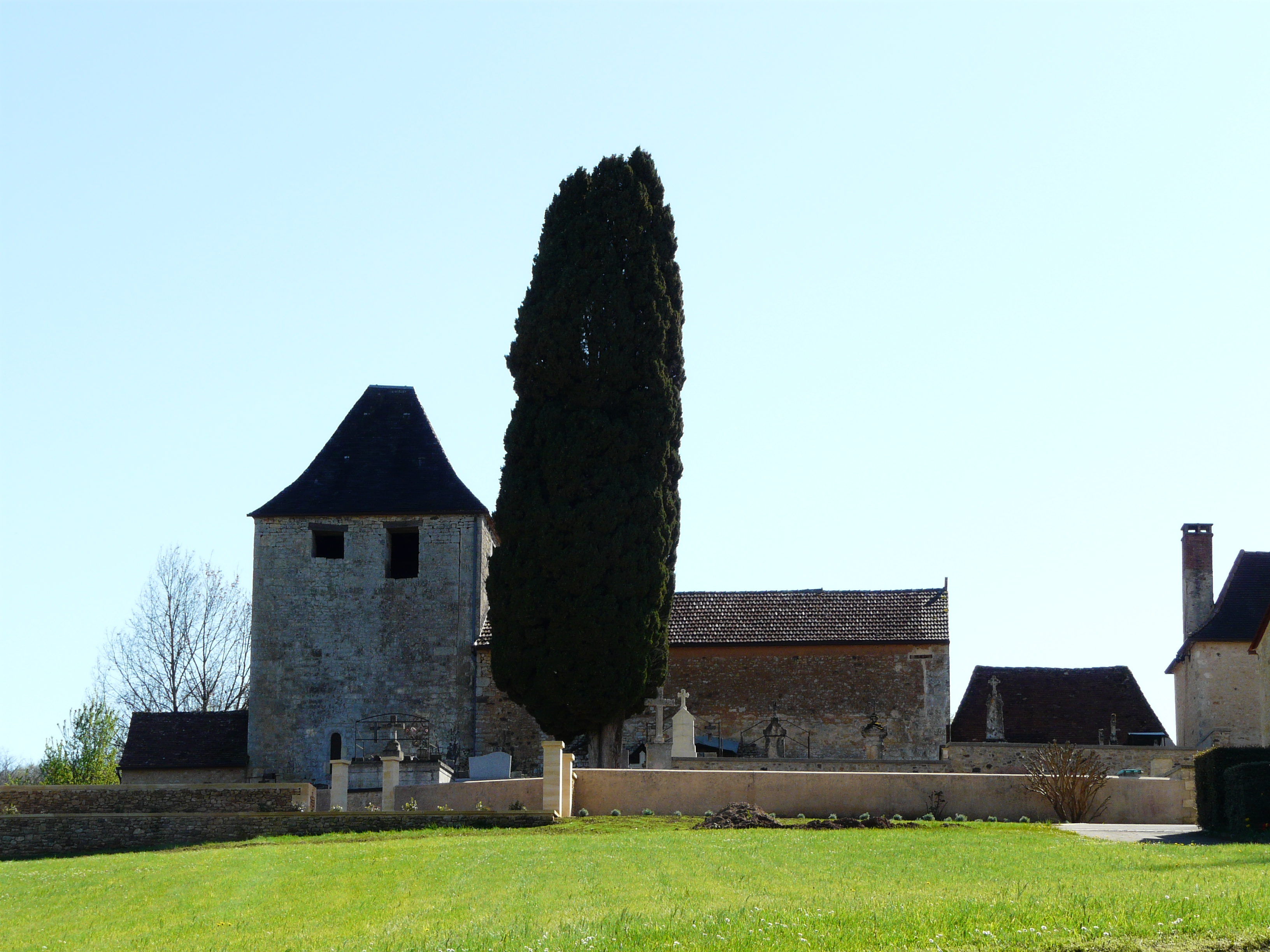
Kirche Saint-Avit

- Kirche Saint-Avit